# Otto-Warburg-Medaille
Die Otto-Warburg-Medaille ist ein seit 1963 an herausragende Wissenschaftler auf dem Gebiet der Biochemie vergebener Wissenschaftspreis. Sie ist nach dem deutschen Biochemiker und Physiologen Otto Warburg benannt, der 1931 mit dem Nobelpreis für Physiologie oder Medizin ausgezeichnet wurde. Verantwortlich für die Verleihung ist die Gesellschaft für Biochemie und Molekularbiologie (GBM), die deutsche Fachvereinigung im Bereich der Biochemie.
Die in Form einer Bronzemedaille gestaltete Otto-Warburg-Medaille, die (Stand 2023) mit einem von Elsevier/BBA bereitgestellten Preisgeld in Höhe von 25.000 Euro dotiert ist, ist die höchste wissenschaftliche Auszeichnung der GBM und eine der wichtigsten Ehrungen im Bereich der Biochemie in Deutschland. Die Verleihung erfolgt jährlich im Rahmen des Mosbacher Kolloquiums der GBM auf der Basis von Nominierungen durch ordentliche Mitglieder der Gesellschaft. Zehn Preisträger (Stand Januar 2023) erhielten später oder auch bereits vorher einen Nobelpreis.

## Preisträger
- 1963 Feodor Lynen (Nobelpreis 1964)
- 1965 Kurt Mothes
- 1968 Michael Sela
- 1969 Hans Adolf Krebs (Nobelpreis 1953) und Carl Martius
- 1972 Ernst Klenk
- 1973 Hans Leo Kornberg
- 1974 Theodor Bücher
- 1975 Helmut Holzer
- 1976 Heinz-Günter Wittmann
- 1977 Robert Huber (Nobelpreis 1988)
- 1978 Wilhelm Stoffel
- 1979 Lothar Jaenicke
- 1980 Charles Weissmann
- 1981 Martin Klingenberg
- 1982 Rudolf Rott
- 1983 Günter Blobel (Nobelpreis 1999)
- 1984 Rudolf Thauer der Jüngere
- 1985 Peter Starlinger
- 1986 Julius Adler
- 1987 Shōsaku Numa
- 1988 Gottfried Schatz
- 1989 Hans Georg Zachau
- 1990 Horst Tobias Witt
- 1991 Dieter Oesterhelt
- 1992 Christiane Nüsslein-Volhard (Nobelpreis 1995)
- 1993 Max Ferdinand Perutz (Nobelpreis 1962)
- 1994 Helmut Beinert
- 1995 August Böck
- 1996 Walter Gehring
- 1997 Klaus Weber
- 1998 Wolfgang Baumeister
- 1999 Kurt Wüthrich (Nobelpreis 2002)
- 2000 Walter Neupert
- 2001 James Rothman (Nobelpreis 2013)
- 2002 Kurt von Figura
- 2003 Alfred Wittinghofer
- 2004 Tom Rapoport
- 2005 Axel Ullrich
- 2006 Konrad Sandhoff
- 2007 Robert Allan Weinberg
- 2008 Susan Lindquist
- 2009 Franz-Ulrich Hartl
- 2010 Ari Helenius
- 2011 Peter Walter
- 2012 Alexander Varshavsky
- 2013 Randy Schekman (Nobelpreis 2013)
- 2014 Rudolf Jaenisch
- 2015 Nikolaus Pfanner
- 2016 Emmanuelle Charpentier (Nobelpreis 2020)
- 2017 Stefan Jentsch (posthum)
- 2018 Peter Hegemann
- 2019 Marina Rodnina
- 2020 Patrick Cramer
- 2021 Petra Schwille
- 2022 Stefanie Dimmeler
- 2023 Matthias Mann
- 2024 Johannes Buchner
- 2025 Matthias Hentze[3]